# 욤강
욤강(태국어: ยม)은 난강(짜오프라야강의 지류)의 주요 지류이다. 욤강은 태국 파야오주 퐁군에서 발원한다. 파야오주 이후에는 프래주, 수코타이주를 흐르고 나콘사완주 춤생군에서 다른 지류와 합류해 난강이 된다. 

## 지리
욤강의 지류로는 퐁강, 응아오강, 응임강, 신강, 수앗강, 피강, 목강, 푸악강, 람판강, 라이강, 쿠안강, 깜미강이 있다. 

## 욤 분지
욤강과 그 지류의 유역 면적은 23,616km2이며 수코타이주, 핏사눌록주, 피칫주, 프래주, 람빵주에 걸쳐 있다. 욤 분지는 대 난 분지와 차오프라야 수계의 일부이다. 

## 국립공원
욤강은 프래주의 마욤 국립공원을 통과한다.